# Kanalbrücke Flavigny-sur-Moselle

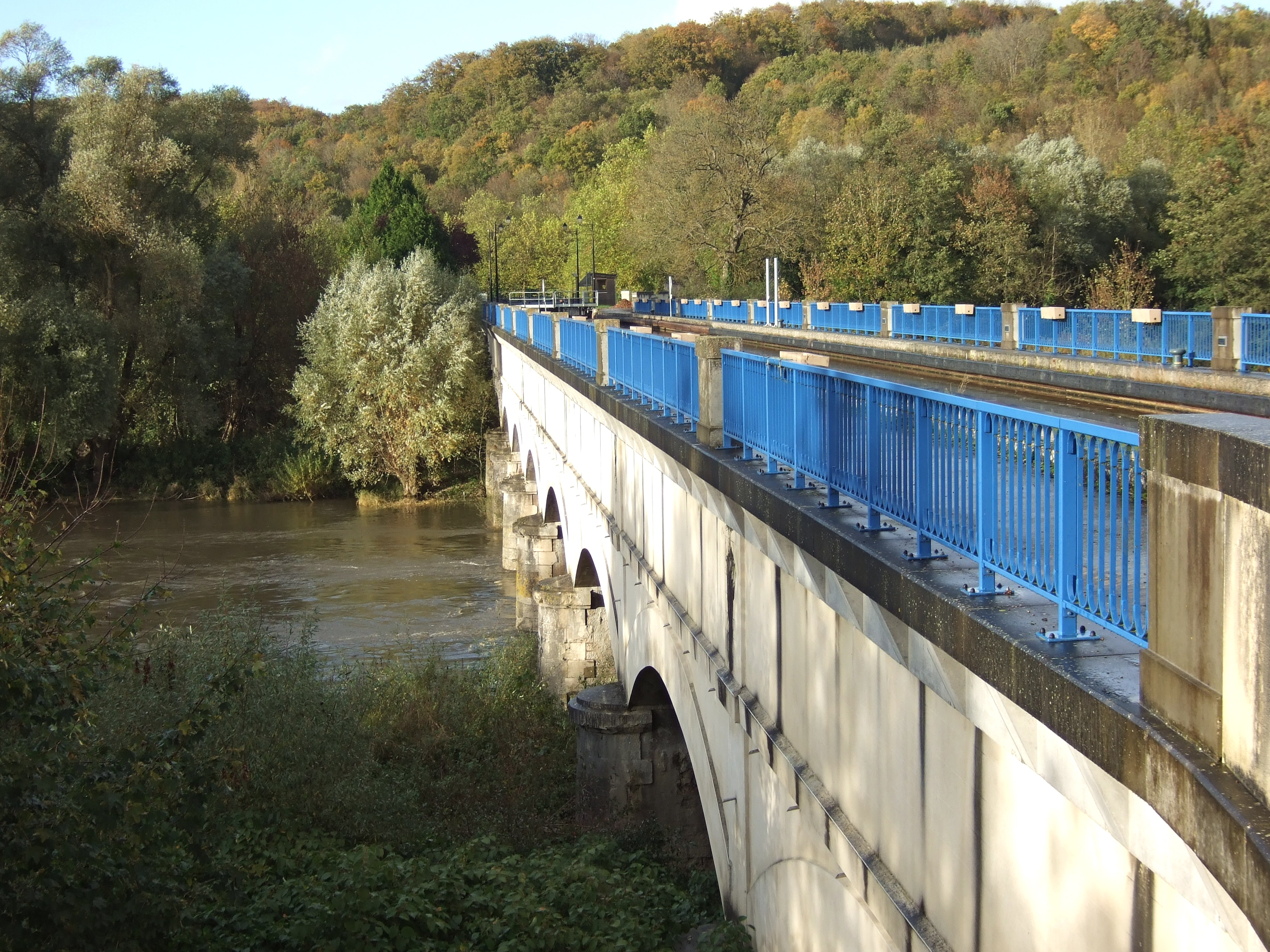
Kanalbrücke Flavigny-sur-Moselle des Canal des Vosges über die Mosel

Die Kanalbrücke Flavigny-sur-Moselle (fr: Pont-canal de Flavigny-sur-Moselle) ist eine Trogbrücke in der französischen Gemeinde Flavigny-sur-Moselle im Département Meurthe-et-Moselle in der Region Grand Est. Auf ihr quert der Canal des Vosges den tiefer gelegenen Fluss Mosel.

## Geschichte und Beschreibung

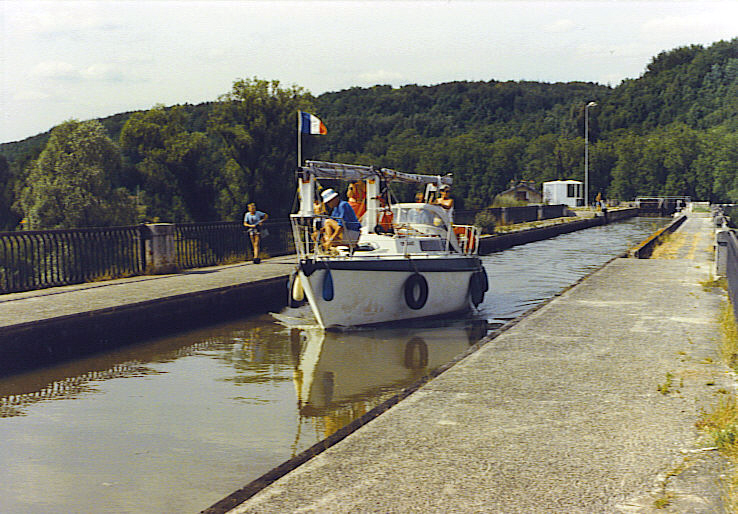
Sportboot auf der Kanalbrücke, im Hintergrund die Schleuse 43M

Als Folge des Deutsch-Französischen Kriegs der Jahre 1870/71 wurde ein Teil Lothringens dem Deutschen Reich angegliedert, der größere Teil des französischsprachigen Gebiets verblieb bei Frankreich. Um jenen besser zu erschließen, baute die Dritte Französische Republik den Canal de l’Est und in dessen Verlauf bei Flavigny eine Kanalbrücke. Initiiert wurde der Bau des Kanals und der Brücke von Charles de Freycinet, damals Minister für öffentliche Arbeiten.
Die 160 m lange Brücke wurde 1880 errichtet und 1881 vollendet. Mit zehn gemauerten Bögen überspannt sie neben der Mosel einen Wasserversorgungskanal des Canal des Vosges. Der 5,50 m breite Brückentrog ist für Pénichen der Freycinet-Klasse ausgelegt. Unmittelbar nördlich der Brücke wurde eine Schleuse angelegt, die die Nummer 43M trägt.
Der einstige Güterverkehr ist heute der Nutzung durch Sport- und Hausboote gewichen.

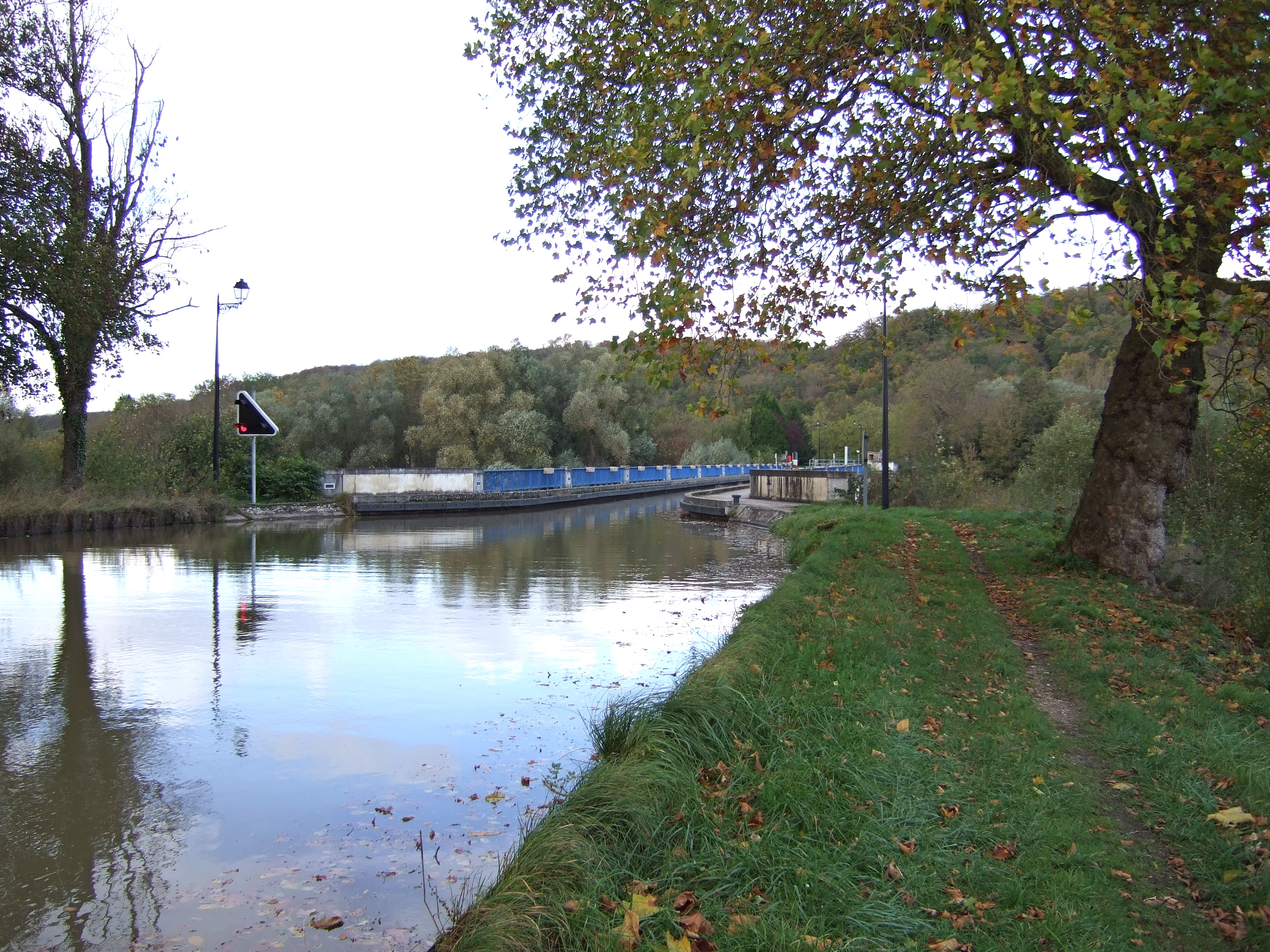
Blick von Süden auf Kanal und Brücke
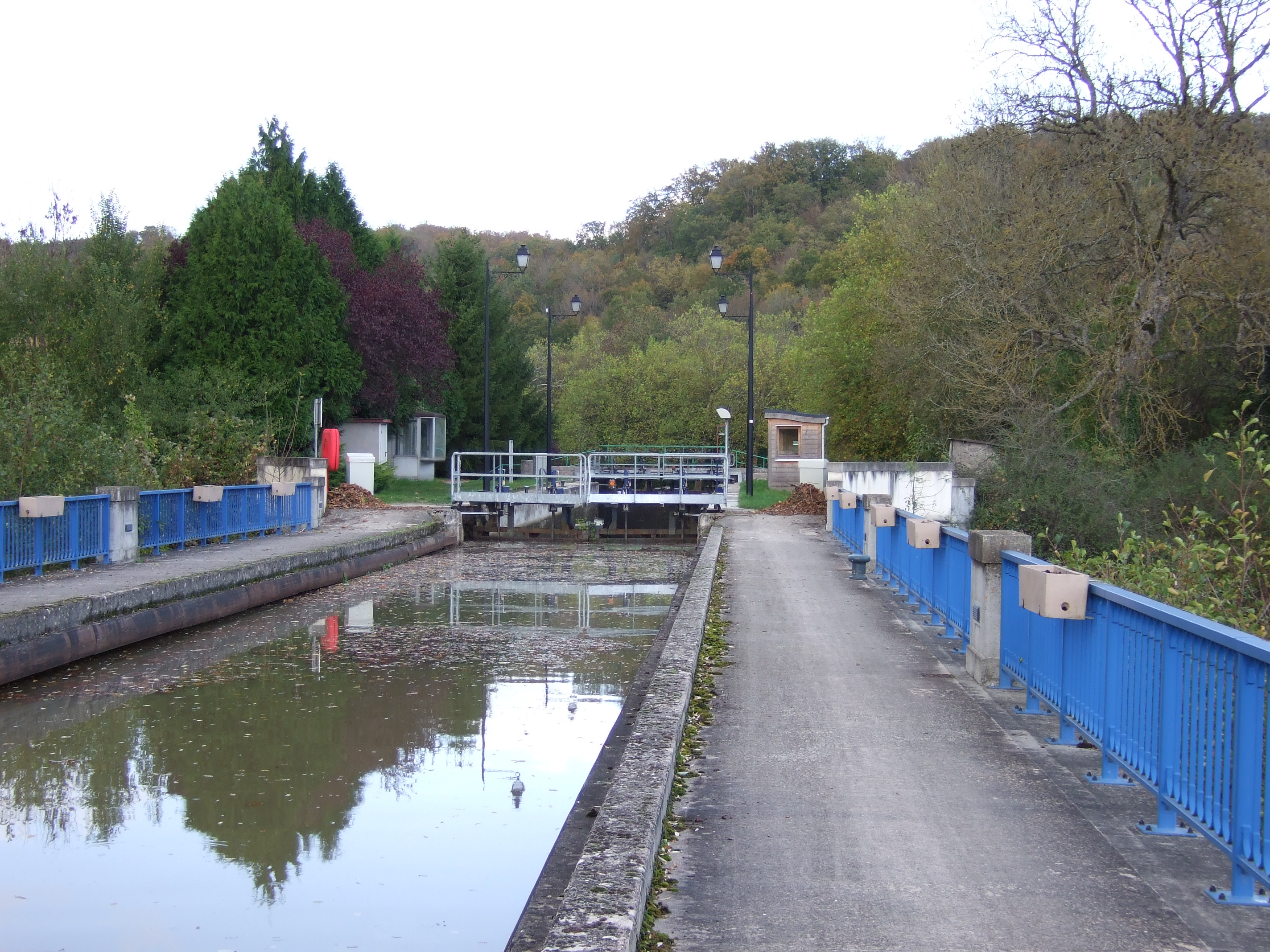
Die Schleuse 43M schließt unmittelbar an die Brücke an
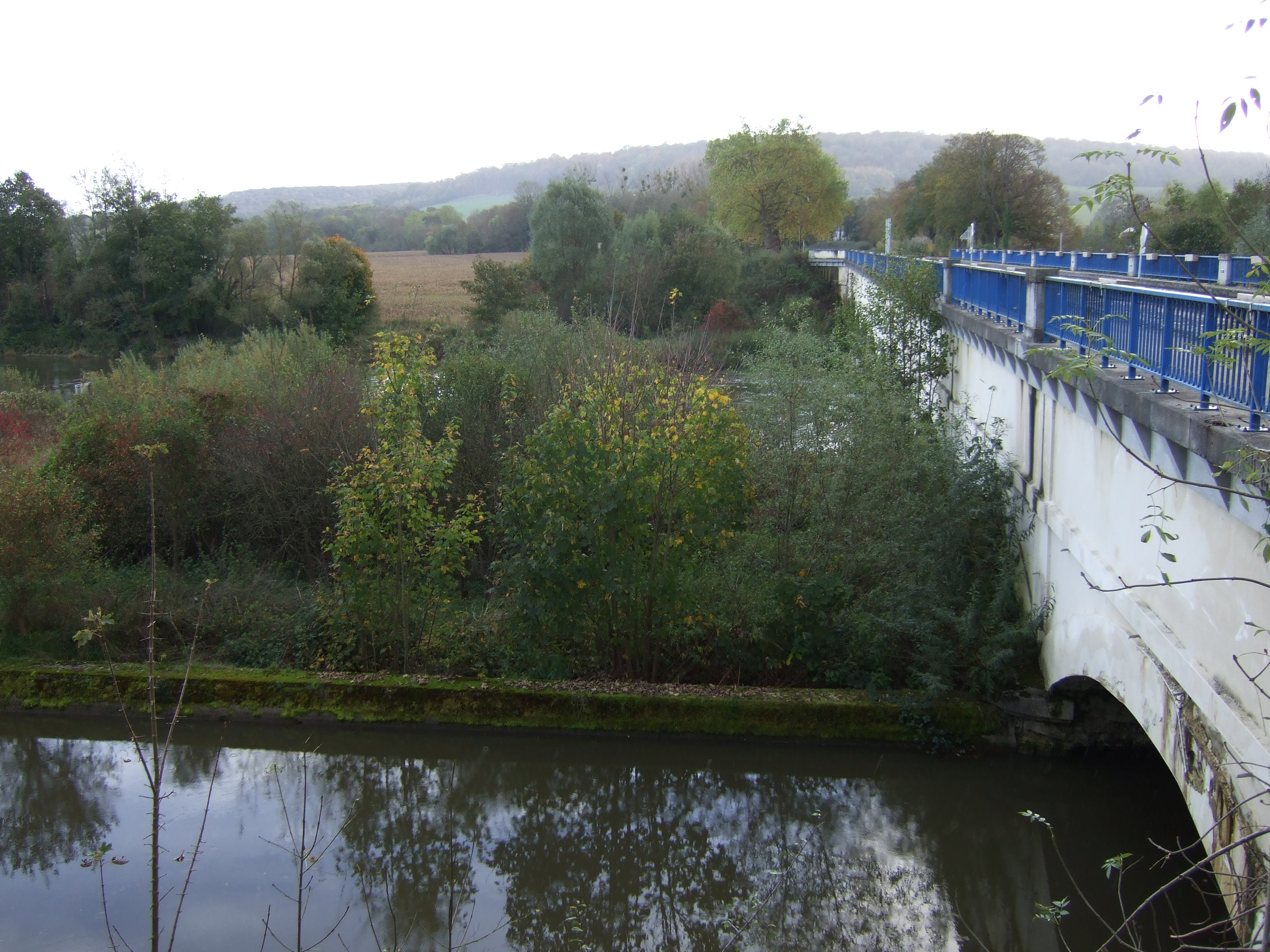
Ostseite der Brücke, im Vordergrund der Wasserversorgungskanal des Canal des Vosges
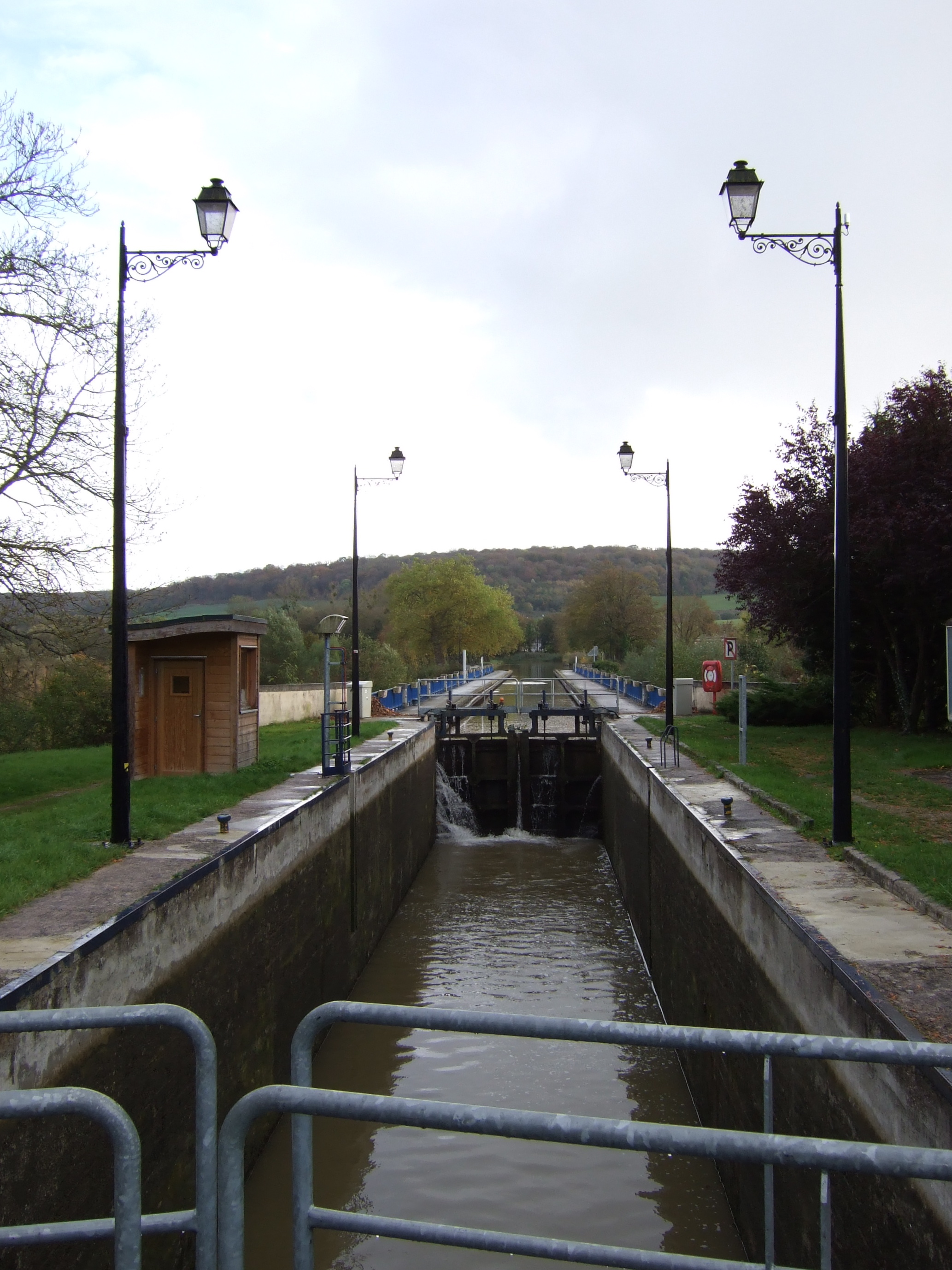
Schleuse 43M mit der Kanalbrücke im Hintergrund